# Fonterra
Fonterra Co-operative Group Limited je novozélandská nadnárodní korporace zaměřená na mléčné výrobky. Její právní formou je družstvo. Byla založena 16. října 2001 v Aucklandu spojením společností New Zealand Dairy Group a Kiwi Cooperative Dairies se státní agenturou New Zealand Dairy Board. Název firmy pochází z latinských slov fons (pramen) a terra (země).

## Historie
Fonterra navazuje na tradici mlékárenských družstev na Novém Zélandu, která začala v roce 1871. Stala se jednou ze šesti největších mlékárenských společností na světě podle obratu a největší na jižní polokouli. Má 19 600 zaměstnanců a její roční výnos překračuje 22 miliard novozélandských dolarů. Kontroluje zhruba třetinu mezinárodního obchodu s mléčnými výrobky. Vykupuje mléko od zhruba 11 000 producentů a zpracovává více než 14 miliard litrů mléka ročně. Své výrobky dodává do více než 140 zemí. Po svém vzniku převzala také kontrolu nad mlékárenským výzkumným ústavem ve městě Palmerston North.
K hlavním produktům patří mléko, máslo, jogurty, sýry a sušené mléko pod značkami jako Anchor, Anmum, De Winkel, Kapiti, Mainland, Mammoth a Symbio. Družstvo provozuje řetězec maloobchodů Fonterra Farm Source. Věnuje se také výrobě biopaliv z kaseinu.

## Kontroverze
Fonterra získala ocenění od Energy Efficiency and Conservation Authority za šetrnost k životnímu prostředí, přesto v roce 2009 členové Greenpeace protestovali proti spalování lignitu v jejím provozu v Edendale. Předmětem kritiky je také používání palmojádrových pokrutin jako krmiva pro dobytek, čímž podle ekologických aktivistů Fonterra přispívá k ničení deštných pralesů.
Firma má podíl v Sanlu Group v čínském Š’-ťia-čuang, která byla v roce 2008 označena za jednoho z viníků hromadných otrav melaminem.
V roce 2013 byla v proteinovém koncentrátu od Fonterry údajně objevena bakterie Clostridium botulinum pocházející z kontaminovaného potrubí. I když se podezření nepotvrdilo, došlo k masovému stahování výrobku z prodeje, skandál ohrozil novozélandský export a snížil kurz domácí měny.